# 마카베오기 제3서
마카베오기 제3서 또는 마카베오기 3서는 대부분의 동방 정교회의 성경에서 볼 수 있는 책이지만 이 책을 크라일리카 성경의 외경에 집어넣은 모라비안을 제외한 로마 가톨릭과 개신교에서는 정경이 아닌 책으로 취급한다. 로마 가톨릭에서는 마카베오기 제4서와 마찬가지로 부록으로만 인정한다.
이 책은 마카베오기 제1서와 마카베오기 제2서에서 기술하고 있는 마카베오나 시리아 왕국에 대항한 폭동에 대한 내용은 없지만 마카베오족이 일어나기 전인 수십년 동안 프톨레마이오스 4세 하의 유대 사람의 박해에 대한 이야기를 다루고 있다.

## 같이 보기
- 다양한 기독교의 정경
- 마카베오기 제1서
- 마카베오기 제2서
- 마카베오기 제4서